# 神戸文哉
神戸 文哉（かんべ ぶんさい、嘉永元年（1848年）8月12日 - 明治32年（1899年））は、幕末から明治時代にかけての医師（精神医学）。

## 人物
信濃国小諸藩士に生まれ、江戸に遊学して和漢学と医学とを修め、、明治2年（1869年）に大阪医学校、次いで大学東校に学ぶ。同8年（1875年）に京都療病院管学事を拝命した。京都癲狂院に勤務していた時にジョン・ラッセル・レイノルズ（John Russell Reynolds）編『内科全書』所収のヘンリー・モーズリー（Henry Maudsley）著「精神病」の章を訳出し、『精神病約説』3冊（1876年）の表題で刊行した。日本で最初の西洋精神医学書の翻訳である本書は「精神病」「妄想」などの用語を定着させることにより、日本の近代精神医学を基礎づけることに貢献した。また同11年（1878年）に『養生訓蒙』を著した。
同14年（1881年）に大阪医学校の校長代理に任ぜられ、同22年（1889年）大阪で内科・外科を開業し、同26年（1893年）には大阪医海二十傑の内科第1位に選ばれた。同37年、脳溢血で逝去した。